# 류블랴니차강

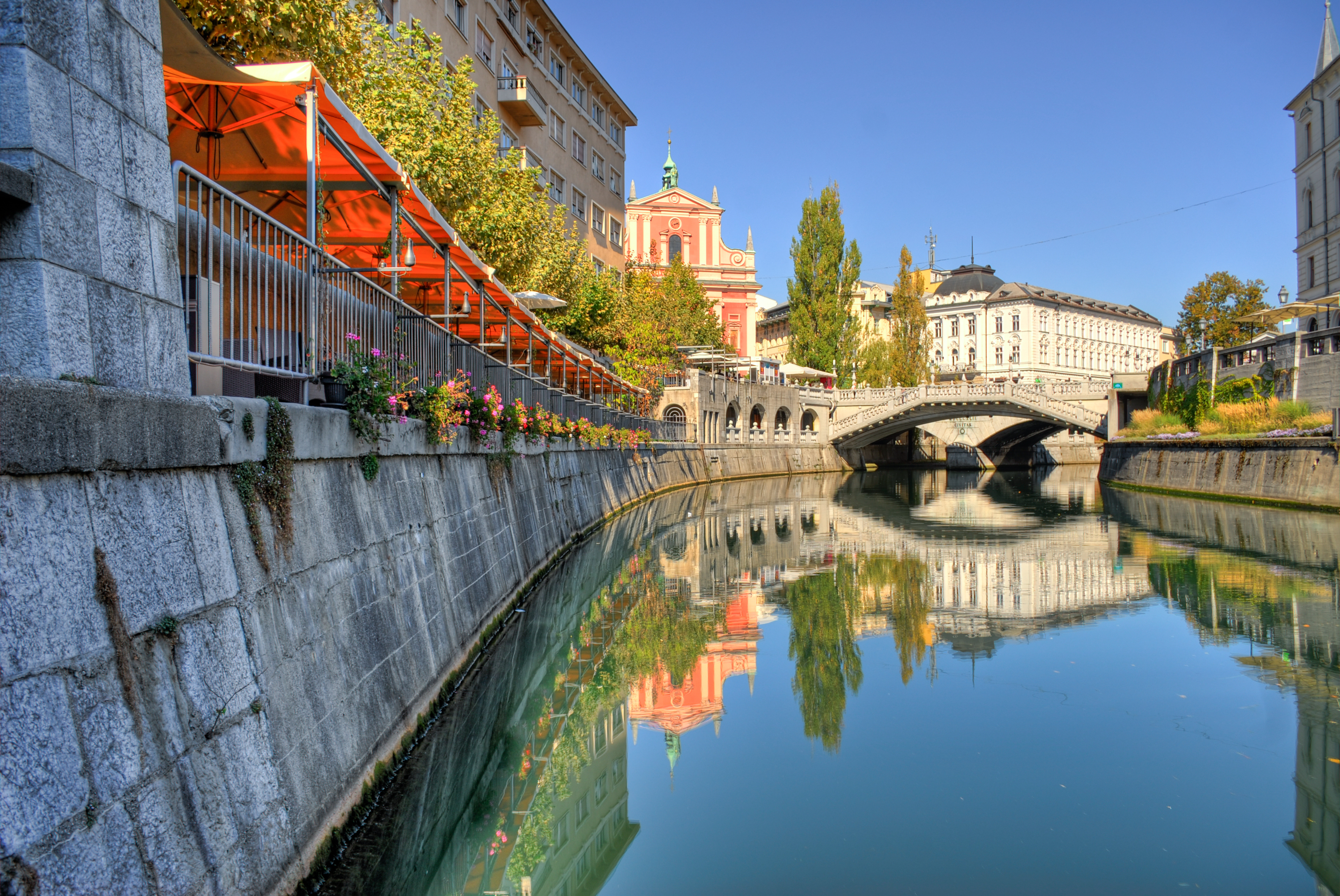
류블랴니차강

류블랴니차강(슬로베니아어: Ljubljanica)은 슬로베니아 류블랴나 분지 남부에 흐르는 강이다. 슬로베니아의 수도인 류블랴나는 이 강에 위치하고 있다. 류블랴니차는 브르흐니카 남쪽에서 발원하여 류블랴나에서 약 10km(6.2마일) 하류에서 사바강으로 흘러간다. 가장 큰 지류는 말리그라벤 운하다. 지류인 말라류블랴니차(Mala Ljubljanica)를 포함하여 강의 길이는 41km(25마일)이다.